# Port lotniczy Mbandaka
Port lotniczy Mbandaka (IATA: MDK, ICAO: FZEA) – port lotniczy położony w Mbandaka, w Prowincji Równikowej, w Demokratycznej Republice Konga.

## Linie lotnicze i połączenia
| Linia Lotnicza                 | Kierunek              |
| ------------------------------ | --------------------- |
| Air Kasaï                      | 1. Gemena 2. Kinszasa |
| Compagnie Africaine d'Aviation | 1. Boende 2. Kinszasa |
| Congo Airways                  | 1. Kinszasa           |